# خليج الجزائر
خليج الجزائر (بالإنجليزية: Algiers Bay) هو خليج يقع في ولاية الجزائر بالجزائر، بالقرب من مدينة الجزائر وإلى الغرب من خليج بجاية.
كان يُسكن هذا الخليج منذ 500 قبل الميلاد تقريباً من قبائل الأمازيغ، ثم من العرب والأندلسيون والأتراك، ووصله الأوروبيين في 1510 ميلادي.
يمكن التحرك في هذا الخليج معظم الأوقات من السنة بسبب المناخ المتوسطي في المناطق شبه المغلقة، مما يجعل معظم الحياة البحرية التجارية مُركزة بجانبه.

## تاريخ
في سنة 1510م، قدم بحارة إسبان أوروبيون إلى خليج الجزائر.

## جغرافية وجيولوجية
خليج الجزائر فرع من البحر الأبيض المتوسط يتصل بالمحيط الأطلسي من خلال مضيق جبل طارق.
وهو بذلك تفرُع أوسط شرقي للمحيط الأطلسي.
خليج الجزائر من المسطحات المائية قليلة العمق، فلا يزيد عمق أعمق مناطقه عن 6,437 مترا مع متوسط عمق يقدر بحوالي 1,200 مترا.
الخليج عمقه حوالي 1,200 مترا بجانب الساحل، أين القاع مُغطاة بالحصى، والحجار المسحوقة والرمال.
أما في مركز الخليج فهناك حفرة كبيرة يصل عمقها إلى 6,437 مترا، وهي مليئة بالطمي.
التيارات البحرية التي تمر بهذا الخليج لا تُشكل أعاصير إلا في حالات نادرة.
في فصل الصيف، تيار جرينلاند الشرقي ينقل المياه من المحيط الأطلسي إلى البحر الأبيض المتوسط حيث خليج الجزائر.

## المناخ والهيدرولوجية وكيمياء الماء
مناخ المنطقة مناخ متوسطي مع القليل من العواصف، خصوصاً بفصل الشتاء.
وهو مناخ متوسط الحرارة شتاء، ومرتفع الحرارة صيفا.
معدل تساقت الأمطار يُعادل 100-250 مم على الساحل.
حرارة المياه عند السطح 8 درجة مئوية في الشتاء. في فصل الصيف يتراوح من 14-18 درجات مئوية.
مستوى الملح في الماء يفوق 34 فرع لكل ألف.
ذلك أنه بسبب وجود عدد لا بأس به من الوديان التي تصب في هذا الخليج فإن نسبة ملوحته منخفضة نسبيا.
كما أن الأس الهيدروجيني لمياه خليج الجزائر لا يتجاوز القيمة 8.
المياه العميقة تتكون بسبب اختلاط مياه المحيط الأطلسي مع البحر الأبيض المتوسط.
المد والجزر شبه نهاري، مع متوسط ارتفاع 1.5 متر وأقصى ارتفاع 2 متر.

## وصف
يعتبر خليج الجزائر من أكبر الخلجان في العالم، وهو قادر على احتواء أي سفينة في العالم.
تبلغ مساحته الكلية 215 كيلومترا مربعا مع عمق يصل إلى 26 مترا.
الوديان الرئيسية التي تصب في خليج الجزائر من بينها وادي مقصل.
يقع هذا الخليج شمال مدينة الجزائر ويقع عند سفح جبل بوزريعة الذي ارتفاعه حوالي 400 متر، مما يوفر رؤية بانورامية واسعة في كل الاتجاهات للمدينة والخليج، بل ويظهر من فوقه معظم الساحل العاصمي إذا كانت الأحوال الجوية جيدة.
الخليج يصلح للملاحة بشكل عام، ومنطقة الخليج محمية بسلسلة من الجزر الصخرية الصغيرة من جهة الغرب، مما أهل ذلك لقيام ميناء للخدمة المحلية على الشاطئ الجنوبي للخليج.
وبشكل عام يعتبر الشاطئ بجانب منطقة الجزر الصخرية الصغيرة الواقعة قبالة الساحل في باب الواد من المناطق ذات الشعبية الجماهيرية في فصل الصيف.

## الامتداد
يمتد خليج الجزائر من رأس الرايس حميدو، إلى رأس تمنفوست، في شكل قوس طوله 31كم.
أما المسافة البحرية المباشرة ما بين رأس الرايس حميدو ورأس تمنفوست فهي تقدر بأكثر من 14 كيلومترا.

## السياحة
يسمح موقع وخصائص خليج الجزائر بنشاطات سياحية متعددة تجعل من هذا المسطح المائي مكانا لجذب الزائرين والوافدين للاستجمام.

### الشواطئ

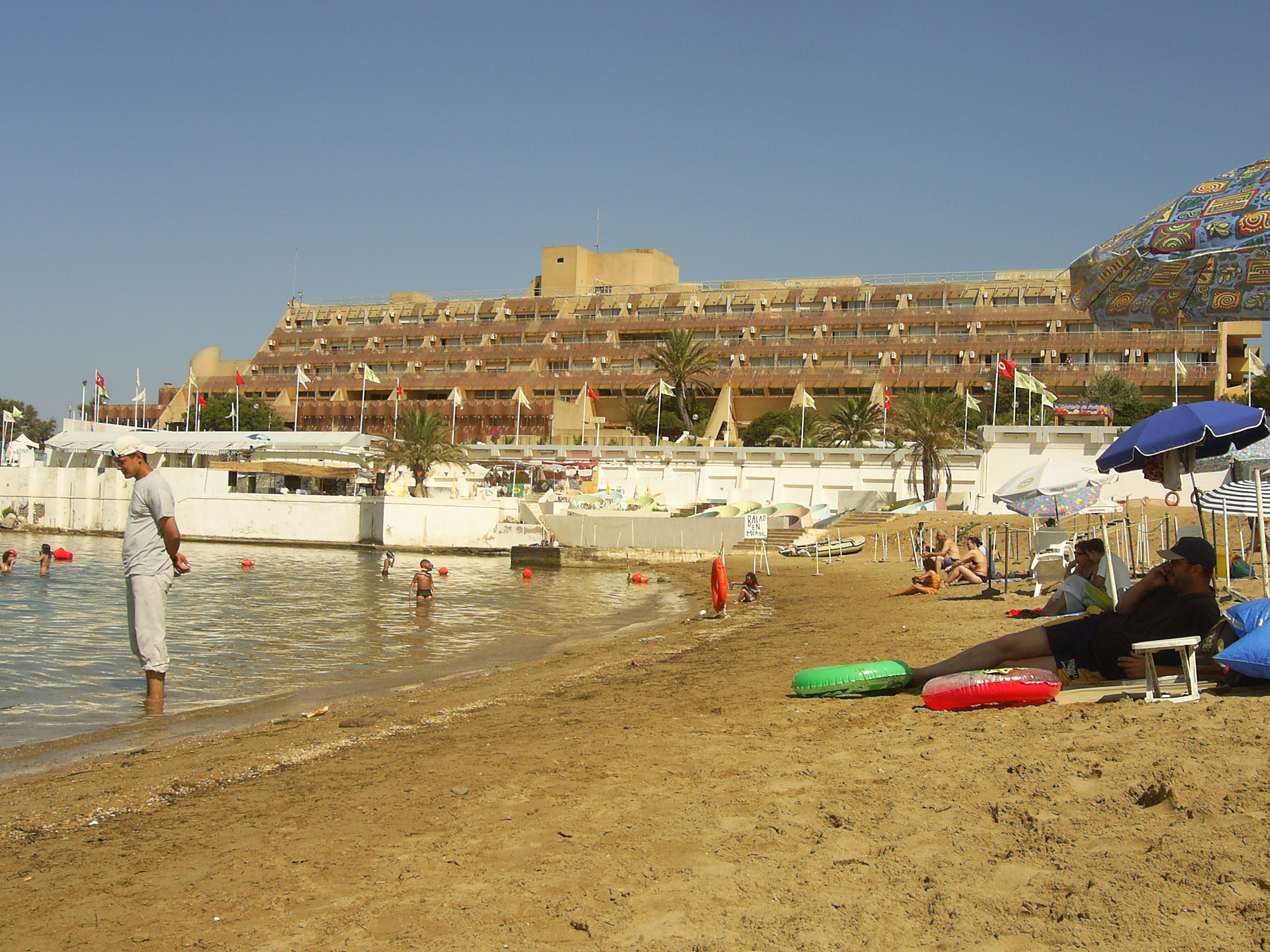
شاطئ في ولاية الجزائر

يضم ساحل ولاية الجزائر في خليجه العديد من الشواطئ.
- بلدية رايس حميدو:
  - شاطئ البار
  - شاطئ شالون
  - شاطئ ريزيرف
  - شاطئ فرانكو
  - شاطئ ميرامار
  - شاطئ فيجي
  - شاطئ الرياضة البحرية
  - شاطئ راسكاس
  - شاطئ الهضبة
- بلدية بولوغين:
  - شاطئ عدن
  - شاطئ الحوض الصغير
  - شاطئ الجملين
  - شاطئ الزيتونة
  - شاطئ الغبرة
- بلدية باب الواد:
  - شاطئ الكتاني
  - شاطئ الرميلة
- بلدية القصبة:
  - شاطئ قاع الصور
- بلدية حسين داي:
  - شاطئ الصابلات
- بلدية المحمدية:
  - شاطئ المصلى
  - شاطئ الصنوبر البحري
  - شاطئ ليدو
- بلدية برج الكيفان:
  - شاطئ عروس البحر
  - شاطئ الباخرة المحطمة
  - شاطئ الضفة الخضراء
  - شاطئ سطمبول
- بلدية برج البحري:
  - شاطئ العاصمة
  - شاطئ الموجات
  - شاطئ كوكو
  - شاطئ السفينة
- بلدية المرسى:
  - شاطئ تنتفوست
  - شاطئ سيدي الحاج
  - شاطئ المرسى
  - شاطئ زرزورية

### النقل البحري الحضري

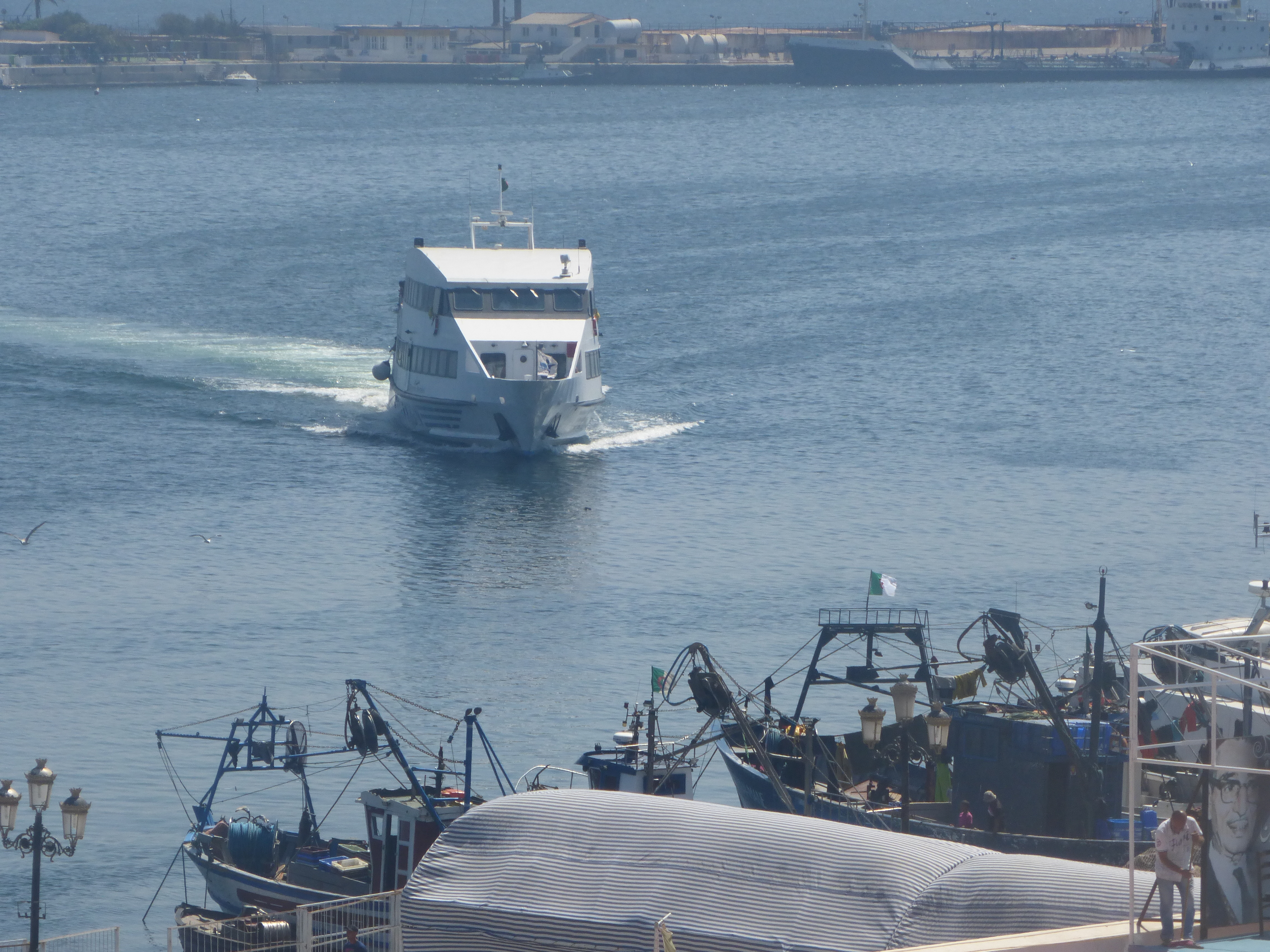
النقل البحري الحضري

|  |   |  | الانطلاق            | الوجهة            | الربط                       |
|  | - |  | ------------------- | ----------------- | --------------------------- |
|  | ● |  | مسمكة ميناء الجزائر | ميناء عين البنيان | نحو: تيبازة - شرشال - وهران |
|  | ● |  | مسمكة ميناء الجزائر | ميناء بجاية       | نحو: جيجل                   |
|  | ● |  | مسمكة ميناء الجزائر | ميناء أزفون       | نحو: بجاية - جيجل           |
|  | ● |  | مسمكة ميناء الجزائر | ميناء جيجل        |                             |
|  | ● |  | مسمكة ميناء الجزائر | ميناء تيبازة      | نحو: شرشال - وهران          |
|  | ● |  | مسمكة ميناء الجزائر | ميناء شرشال       | نحو: وهران                  |
|  | ● |  | مسمكة ميناء الجزائر | ميناء وهران       |                             |

### الدراجة المائية

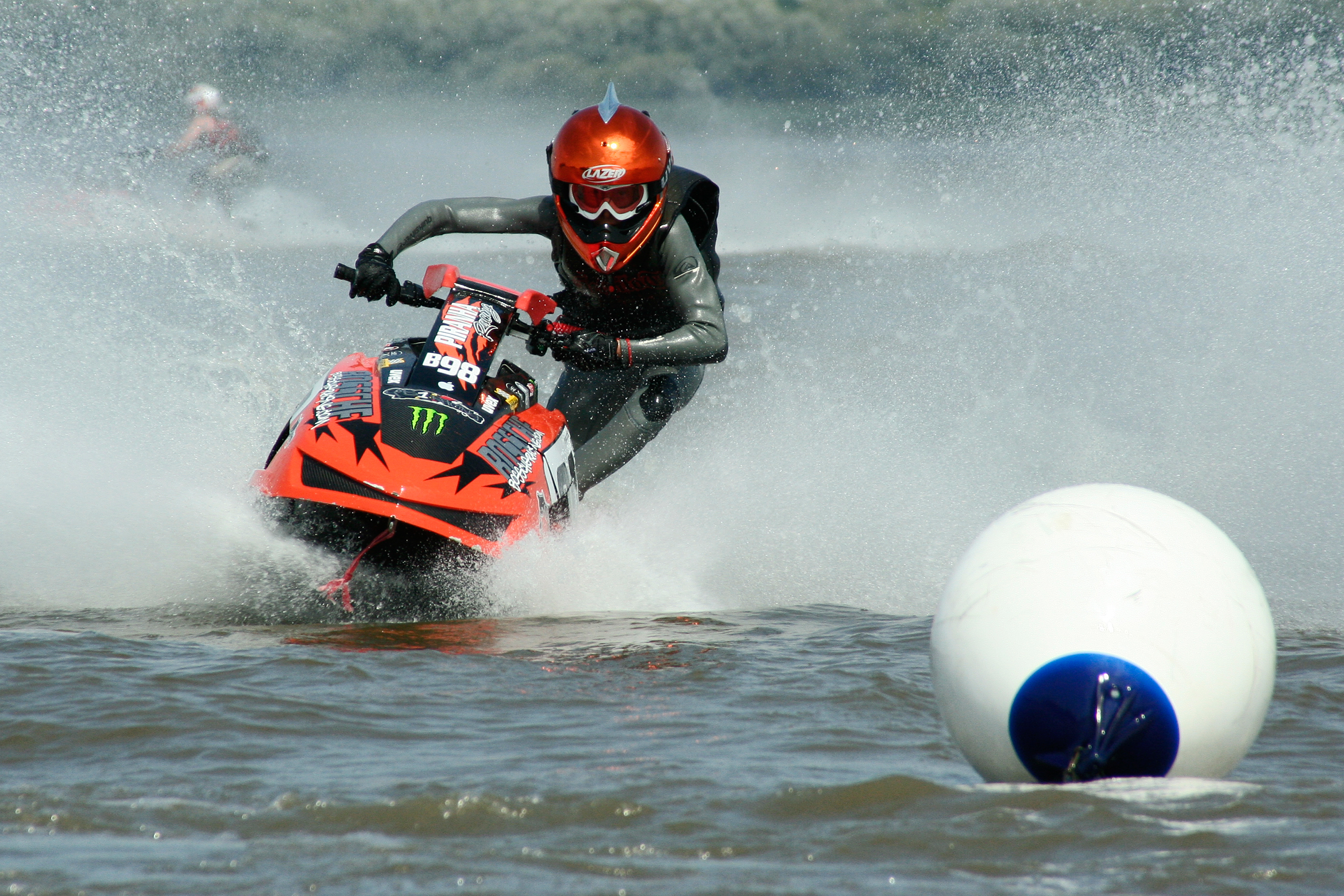

تتم برمجة إدخال الدراجة المائية أو جات سكي (بالإنجليزية: jet ski / water craft) في مياه خليج الجزائر.
هي مركبة فردية تشبه الدراجة النارية ودراجة التزلج، تعمل بمحرك احتراق داخلي، ولكن تستعمل في التنقل المائي وعادة تستعمل للترفيه والتسابق، وفي السنوات الأخيرة أصبحت تقام مسابقات لها.
أول مرة تمت التجارب على هذا النوع سنة 1950م في الولايات المتحدة، ولم يتم تسويقها إلا سنة 1973م من طرف شركة كاواساكي اليابانية وبعدها شركة ياماها.

### بواخر مطاعم
يتم التحضير لاقتناء بواخر مطاعم راسية أو متحركة من أجل تحفيز النشاط السياحي في خليج الجزائر.

## التنوع البيئي

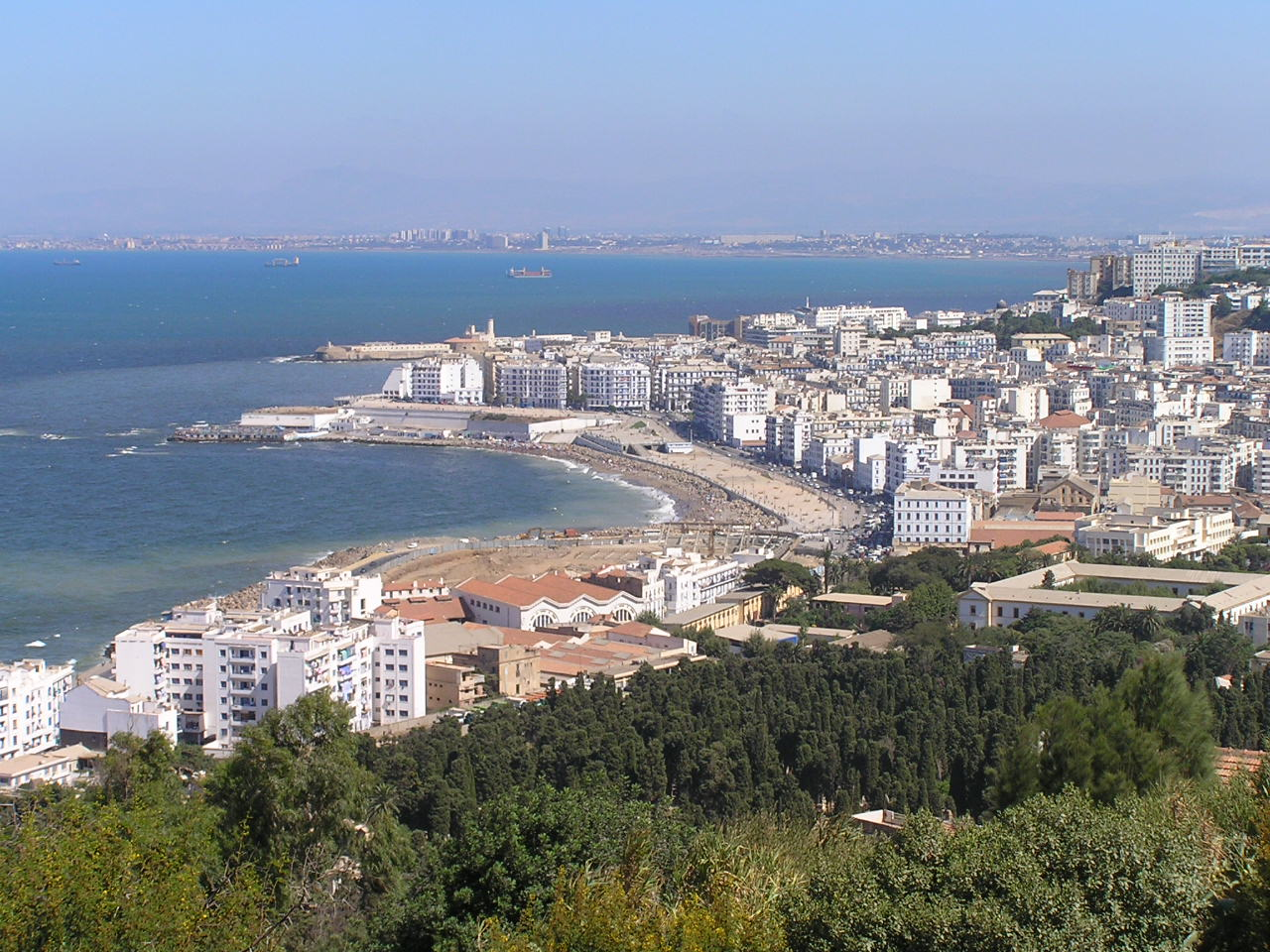
منظر على خليج الجزائر

تطل غابات صغيرة من الصنوبر البحري على امتداد خليج الجزائر خاصة منها غابة بولوغين وغابة باينام، إضافة لأحواض أعشاب بحرية وشعاب مرجانية.
كما توجد حول هذا الخليج العديد من أنواع الطيور، منها النورس، والحمام، والغراب، والغاقة، وأبو الحناء، والشحرور، والدوري.
كما تتواجد حول هذا الخليج طيور أخرى منها البومة السمراء، والسمنة المطربة، والسمان، والسنونو أبيض البطن، والباشق، والزرزور، والقمري.
كما يمكن العثور أيضا على أنواع عديدة من الأسماك، والزواحف، والبرمائيات، والثدييات.

## مكتبة الصور

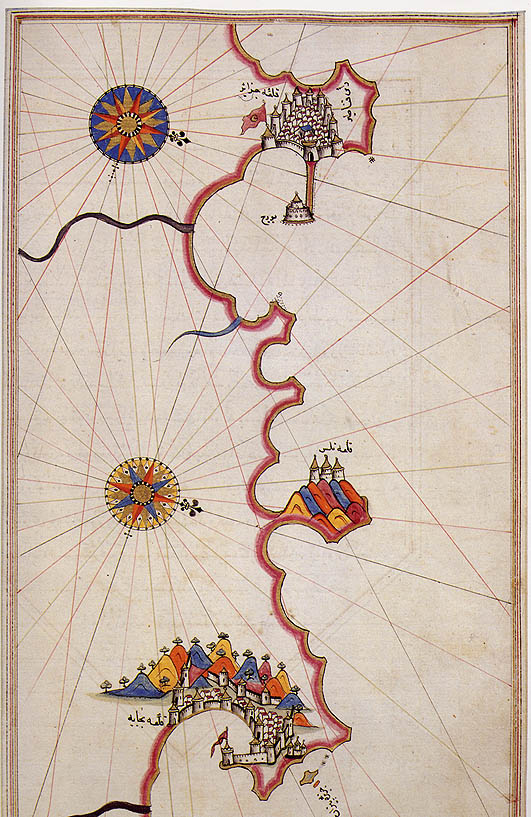
خليج الجزائر أثناء المرحلة التركية
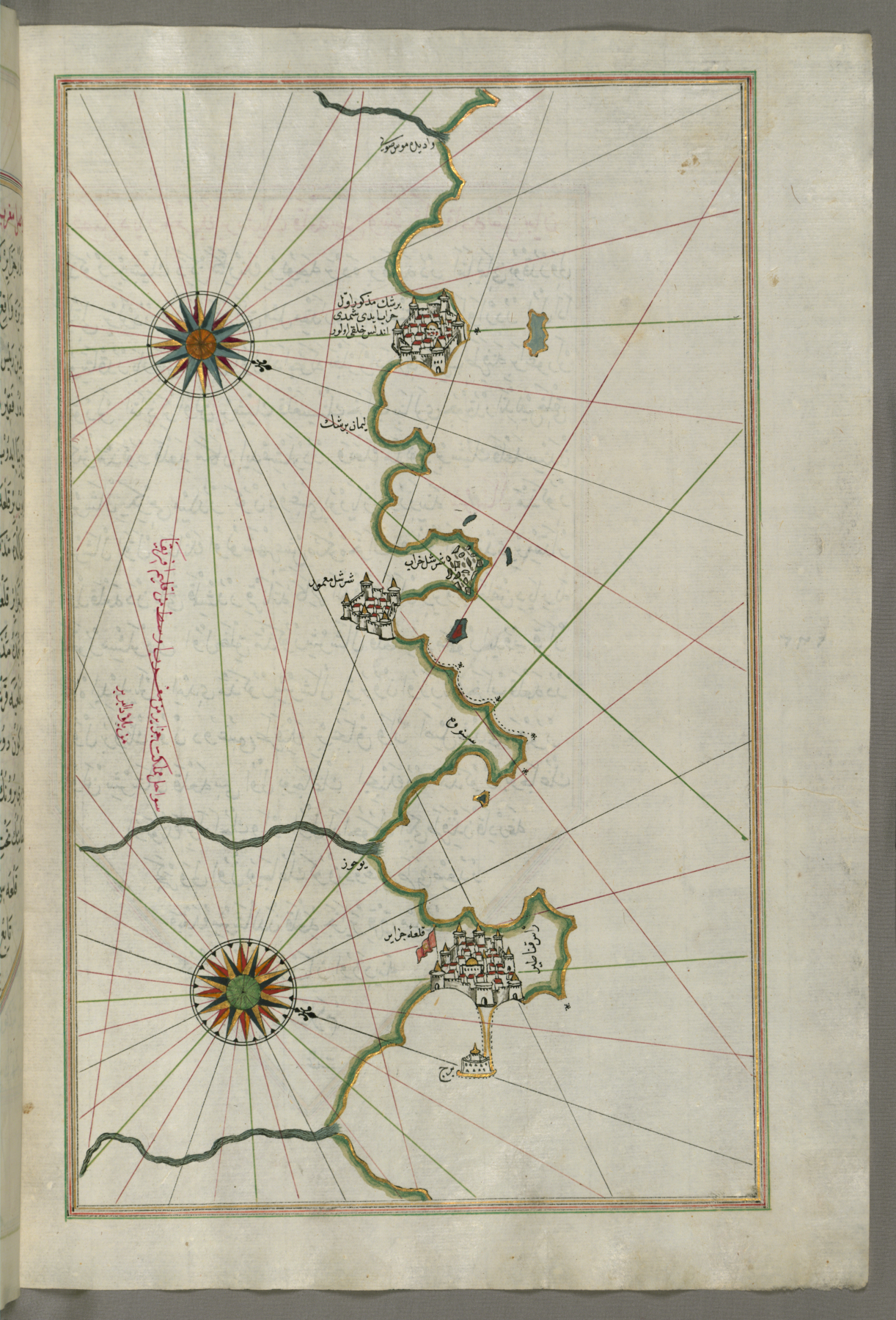
خليج الجزائر أثناء المرحلة التركية
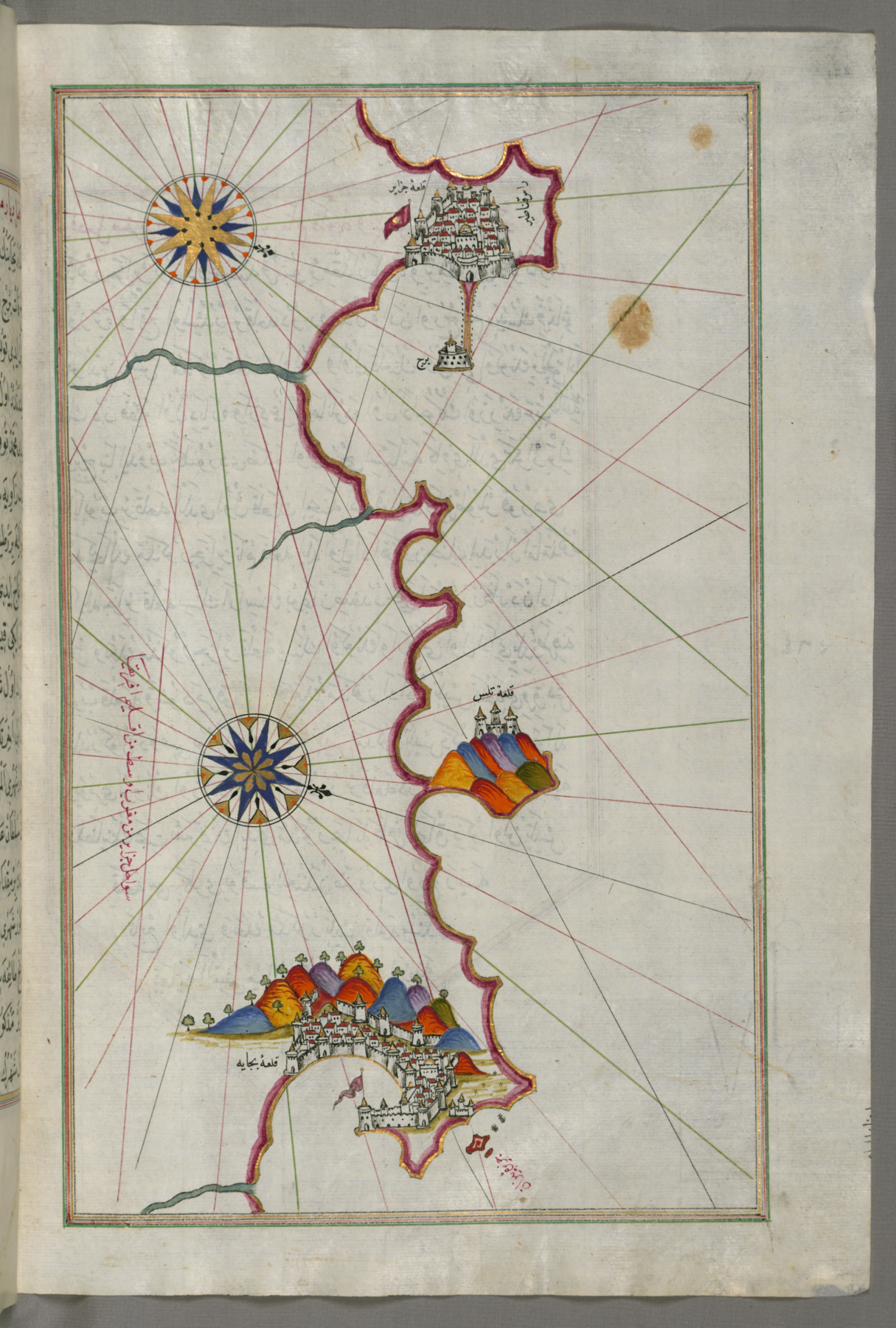
خليج الجزائر أثناء المرحلة التركية
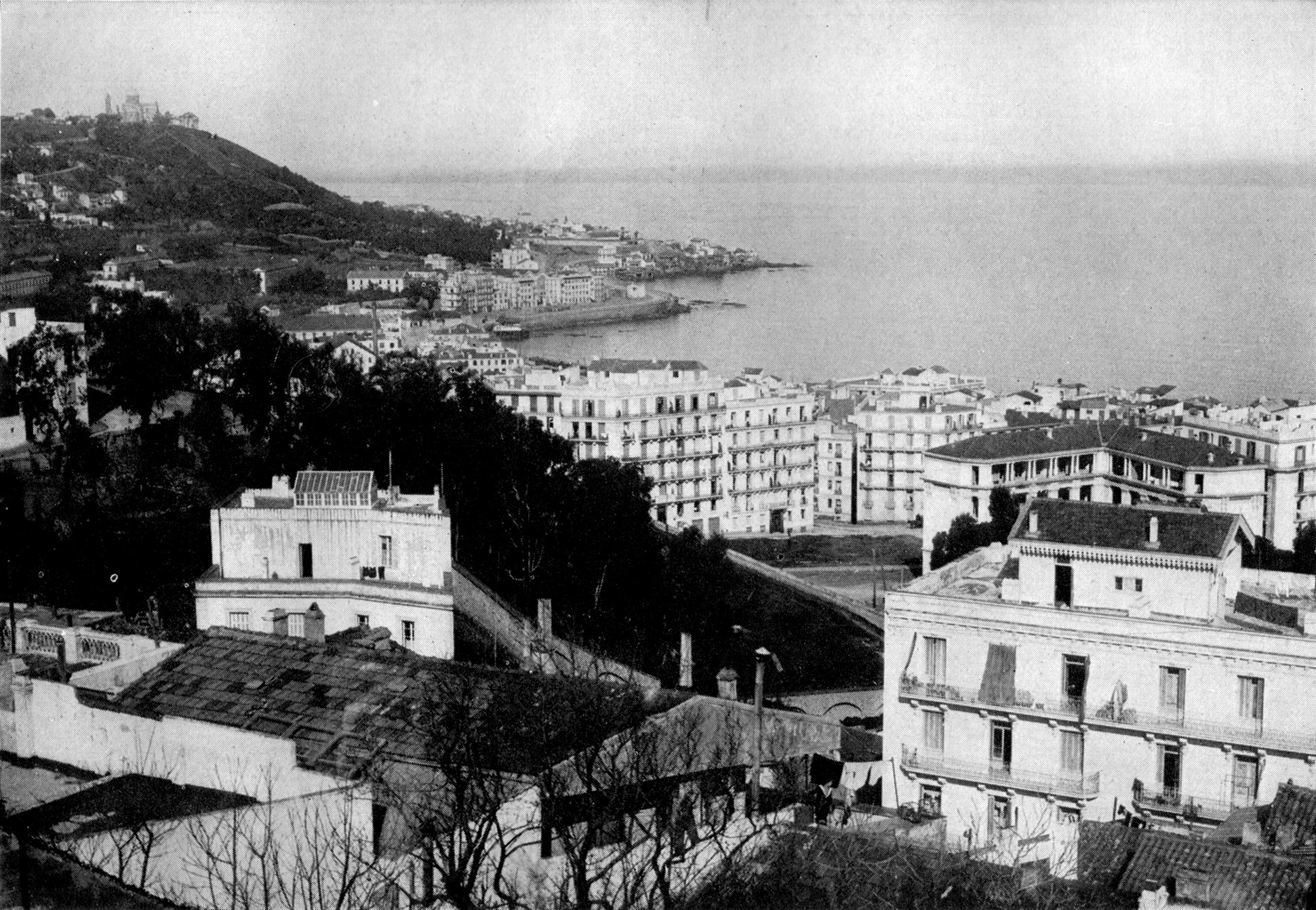
خليج الجزائر أثناء الاحتلال الفرنسي
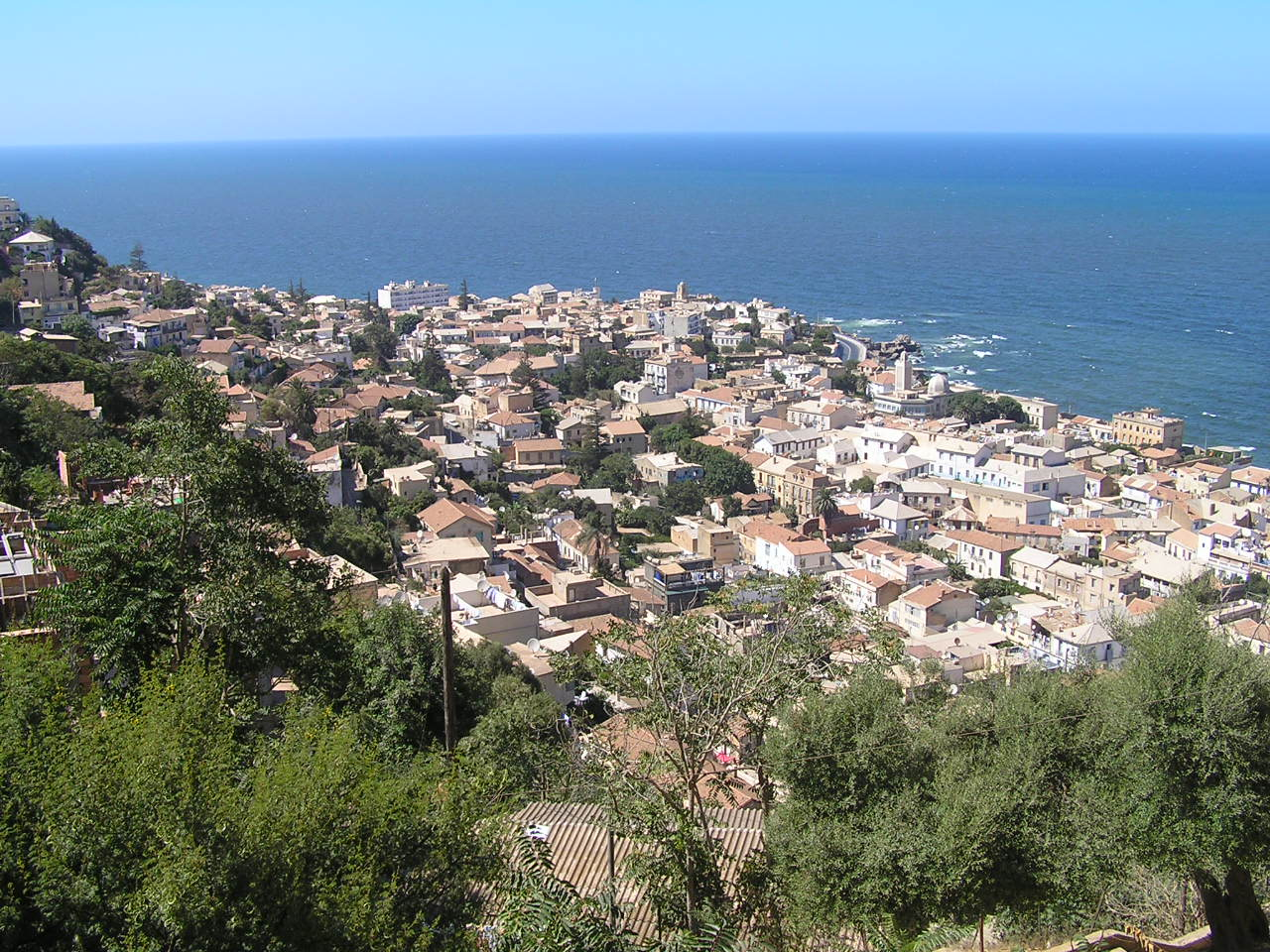
نظرة على خليج الجزائر من مرتفعات بولوغين
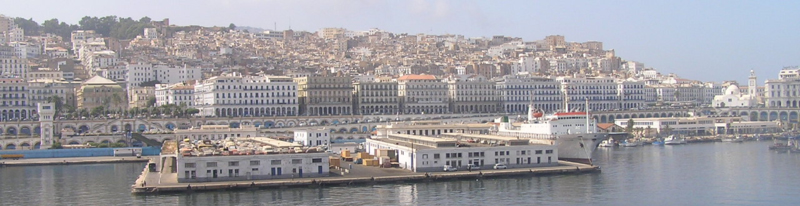
الميناء المطل على خليج الجزائر
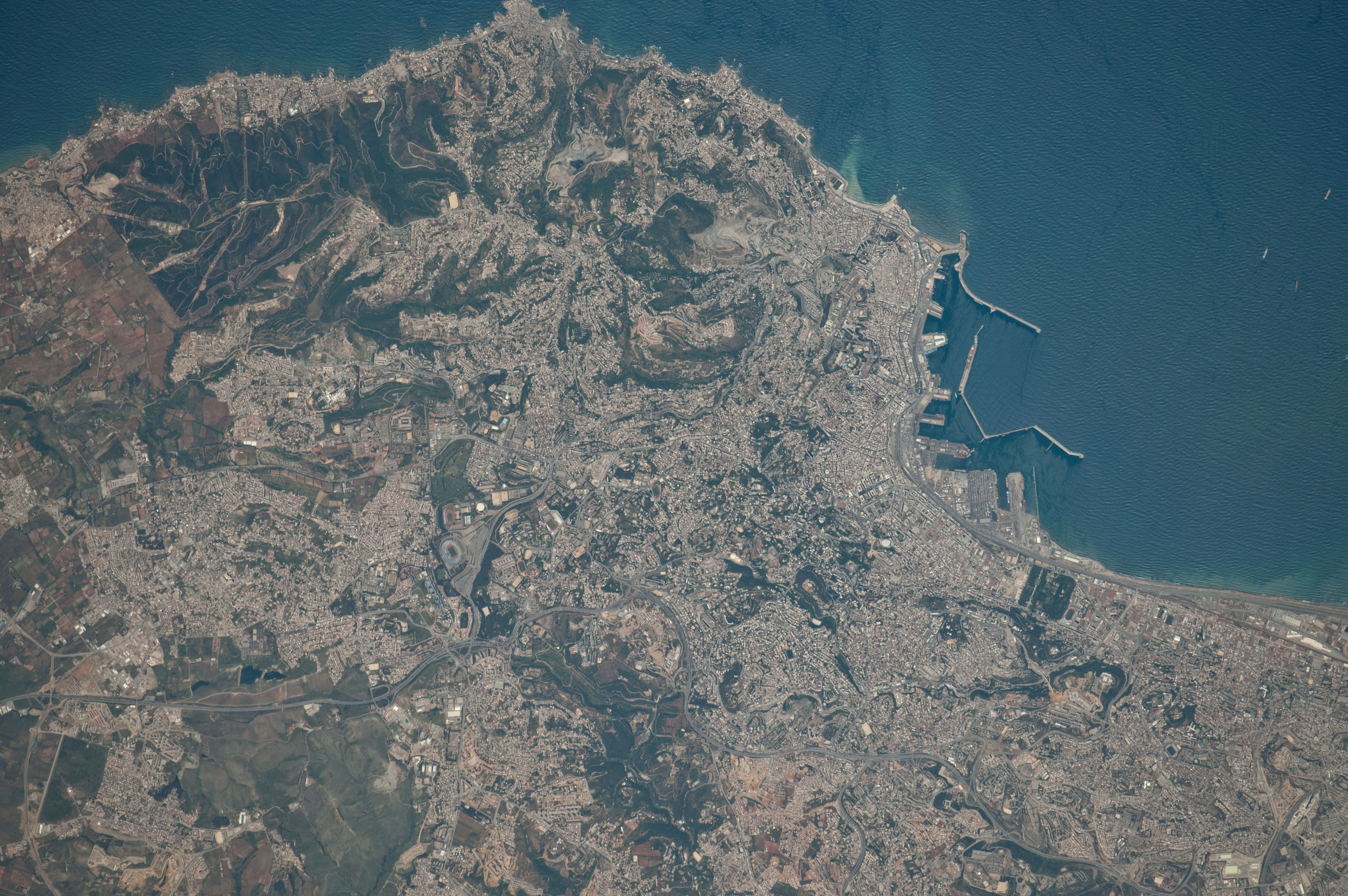
صورة فضائية لخليج الجزائر
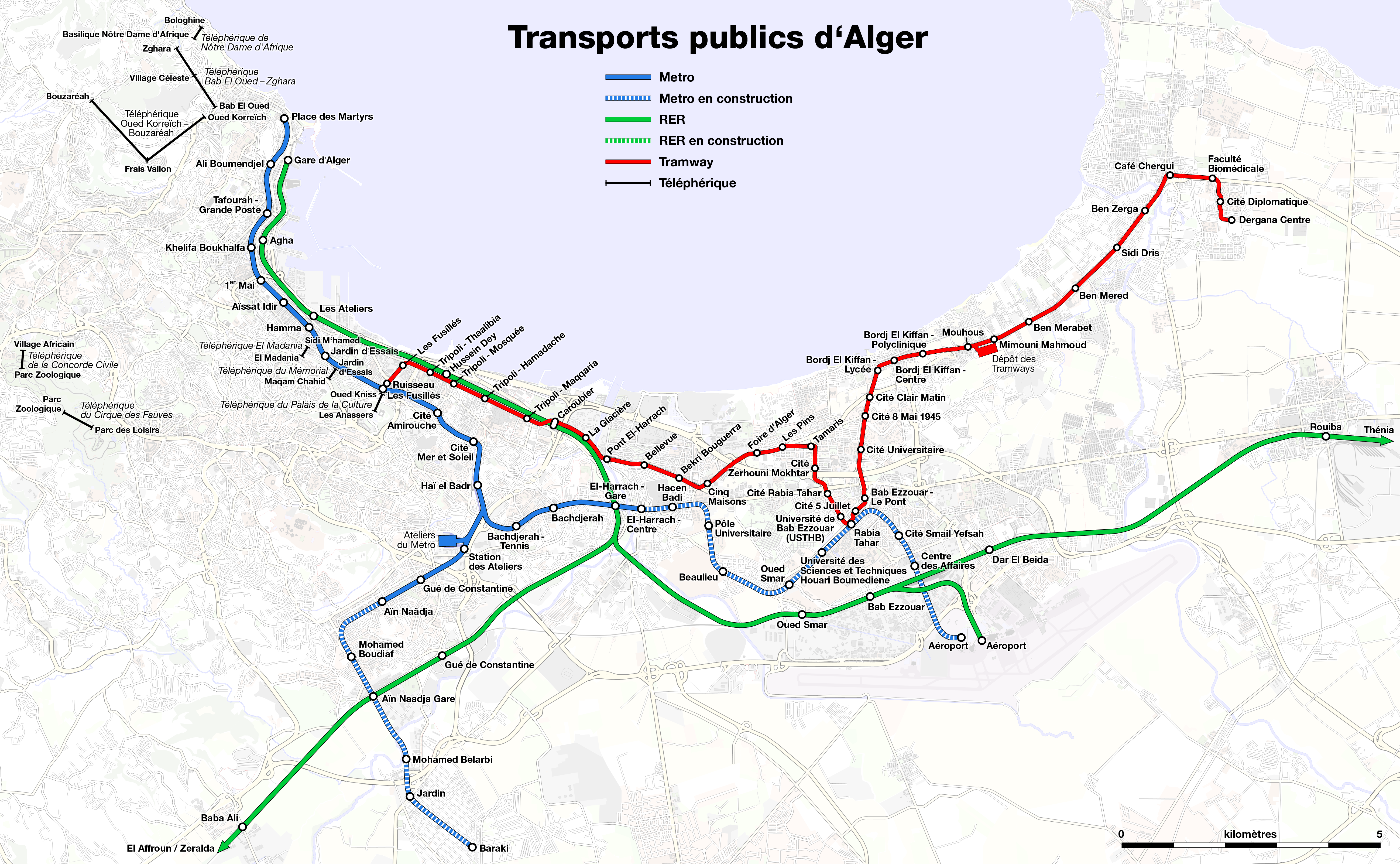
شبكات النقل المطلة على خليج الجزائر

### مواضيع ذات صلة
- قائمة خلجان الجزائر
- قائمة سدود الجزائر
- قائمة موانئ الجزائر
- قائمة شواطئ الجزائر
- قائمة المجاري المائية في الجزائر
- قائمة محطات تحلية المياه في الجزائر
- الصيد البحري في الجزائر
- النقل في الجزائر
- قائمة الدول حسب طول السواحل
- قائمة الموانئ في البحر الأبيض المتوسط
- قائمة ولايات الجزائر

### وصلات خارجية
- موانئ العالم (World ports).